# Ясинуватка (Пантаївська селищна громада)
Ясинува́тка — село в Україні, у Пантаївській селищній громаді Олександрійського району Кіровоградської області. Населення становить 729 осіб.

## Історія
Станом на 1886 рік у селі, центрі Бандурівської волості Олександрійського повіту Херсонської губернії, мешкало 600 осіб, налічувалось 103 дворових господарства, православна церква.

## Населення
Згідно з переписом УРСР 1989 року чисельність наявного населення села становила 1106 осіб, з яких 545 чоловіків та 561 жінка.
За переписом населення України 2001 року в селі мешкало 729 осіб.

### Мова
Розподіл населення за рідною мовою за даними перепису 2001 року:
| Мова       | Відсоток |
| ---------- | -------- |
| українська | 98,63 %  |
| російська  | 1,37 %   |

## Відомі люди
В селі народився Олександр Калістратович Бабенко (1881-1958) — український радянський фізик.